# Tatort: Abschaum
Abschaum ist ein Fernsehfilm von Thorsten Näter aus der Kriminalreihe Tatort der ARD und des ORF. Der Film wurde von Radio Bremen produziert und am 4. April 2004 erstmals ausgestrahlt. Es handelt sich um die 562. Tatort-Folge. Für Kriminalhauptkommissarin Inga Lürsen (Sabine Postel) ist es ihr elfter Fall, für Kriminalkommissar Nils Stedefreund (Oliver Mommsen) der sechste, in dem beide ermitteln. Neben Monica Bleibtreu und Hans-Uwe Bauer sind Martina Schiesser und Michael Lott die Haupt-Gaststars dieser Folge.

## Handlung
Die zwölfjährige Miriam Meinfeld wird tot im Bremer Stadtteil Tenever aufgefunden. Zwischen Daumen und Zeigefinger hat sie ein seltsames Zeichen. Das Mädchen hatte auffällige Substanzen im Blut, außerdem fallen dem obduzierenden Arzt unerklärlich viele Knochenbrüche auf, Miriam ist in der Vergangenheit darüber hinaus mehrfach sexuell missbraucht worden. Miriams Mutter, Sigrid Meinfeld, äußert sich gegenüber den Kommissaren Lürsen und Stedefreund abfällig gegenüber den geistig Behinderten, die in einem Heim in der Nähe untergebracht sind, und meint, dort sollten sie nach dem Täter suchen. Miriams Hausarzt meint, er könne Misshandlungen so gut wie ausschließen, diese sähen anders aus. Von Miriams Lehrerin erfährt die ermittelnde Kriminalhauptkommissarin Inga Lürsen, dass das Mädchen sehr verschlossen und sehr oft verletzt gewesen sei. Zwar sei ihr der Verdacht auf Misshandlungen in den Sinn gekommen, aber es habe nichts Konkretes gegeben. Sie zeigt der Kommissarin von Miriam gemalte Bilder. Alle sind in dunklen Farben gehalten und wirken bedrohlich.
Als Lürsen und ihr Kollege Stedefreund weitere Ermittlungen in einer nahen Kneipe anstellen, gibt es Ärger. Die dort versammelten Anwohner empören sich lautstark über die Behinderten, die ihrer Meinung nach „Abschaum“ seien. Stedefreund sucht unterdessen nach dem Zeichen, das Miriam zwischen Daumen und Zeigefinger hatte. Er stößt dabei auf die Bibliothekarin Karin Melzer, die sich wundert, warum er erst jetzt komme. Sie dachte, Stedefreund sei wegen der Journalistin Waltraud Löbing da, die vor zwei Jahren bei einem Autounfall umgekommen sei, weil sie zu viel von diesen Leuten gewusst habe. Man habe sie umgebracht. Dieses Zeichen gehöre zur Kirche des Satans. Sie glaubt nicht daran, dass die Polizei tatsächlich etwas gegen diese Leute ausrichten könne, es seien Leute mit Einfluss von ganz oben. Sie meint, dass kaum einer bereit sei, den Opfern zu glauben, weil das, was sie erzählen, zu ungeheuerlich sei. Waltraud Löbing habe die Kopie eines Videobandes ihrer Recherchen bei ihr hinterlegt. Sie werde sie ihm geben, wenn er vergesse, von wem er sie habe. 
Ein Gespräch Lürsens mit Miriams Schwester Svenja in ihrer Schule wird unterbrochen, da ihr Vater mit einem Anwalt erscheint. Dieser wirkt insistierend auf die Kleine ein, sodass sie nur noch schweigt. Die Medikamente, die man in Miriams Körper gefunden hatte, sollen von einem Bewohner des Behindertenheims gekauft worden sein. Daraufhin wird das Heim durchsucht. Im Zimmer von Harald Markwart finden die Beamten Zeichnungen ähnlich denen aus Miriams Schule, die alle das Zeichen des Satans enthalten. Als sie weitere Dinge in einem Kästchen finden, versuchen Stedefreund und Lürsen, mit Markwart zu reden. Er hat eine Nahkampfausbildung und war Offizier beim KSK, einer Sondereinheit der Bundeswehr. Eine schwere Kopfverletzung beendete seine Karriere. Obwohl Lürsen ihm bedeutet, dass sie nicht glaube, dass er Miriam etwas getan habe, muss sie ihn vorläufig festnehmen.
Stedefreund geht erneut zu Karin Melzer, die nur unter der Prämisse mit ihm spricht, dass dieses Gespräch nie stattgefunden habe. Sie beschwört den Kommissar, dass diese Leute wirklich böse und gefährlich seien und glaubten, über dem Gesetz zu stehen. Es seien Leute mit Macht, Geld und genügend Einfluss, dass nichts von dem, was sie tun, nach außen dringe. Und sie hätten es geschafft, jedes Mitgefühl oder Mitleid mit anderen Kreaturen abzulegen. Es gebe geheime Rituale, Tieropfer und Menschenopfer. Diese Leute seien Sadisten und Pädophile, die unter dem Deckmantel der Kirche ihre Neigungen auslebten. 
Markwart ist derweil auf Anweisung des Oberstaatsanwalts Mertens wieder freigelassen worden. Der Mob dringt daraufhin in das Heim ein und schlägt ihn zusammen. Karin Melzer äußert bei einem erneuten Treffen in einer Raststätte gegenüber Stedefreund und Lürsen, dass der Orden sich seine Opfer bei den Ärmsten der Armen hole. Die Eltern der betroffenen Kinder waren schon Opfer und könnten sich aus dieser Rolle nur befreien, indem sie nun ihre Kinder dazu machen. Diese Menschen hätten eigene Anwälte und Ärzte aus ihren Reihen sorgten dafür, dass Verletzungen aufgrund okkulter Handlungen gar nicht erst publik würden, die Opfer würden mit Drogen vollgepumpt, sodass sie „nach außen“ als Verrückte abgestempelt würden. Melzer rät Lürsen und Stedefreund, „nach denen zu suchen, die helfen“. Draußen wird sie von einem Auto kaltblütig überfahren. Sie kann der Kommissarin noch zuflüstern, dass sie gelogen habe und dass das Mädchen aus Waltraud Löbings Video noch lebe. Im Krankenhaus sieht Lürsen aus dem Augenwinkel zufällig Miriams Schwester Svenja, die Markwart besuchen will, der nach dem Angriff des Mobs in der Klinik liegt. Markwart ist ihr Freund. Sie erzählt Inga, dass er ihr und ihrer Schwester immer geholfen habe. Miriam habe die Schmerzmittel genommen, die Harald wegen alter Verletzungen brauche, er habe nicht gewollt, dass sie das tat. Als sie mit der Kommissarin auf dem Krankenhausgang ist, sieht sie einen Arzt und verletzt die Kommissarin mit einem Messer an der Hand, um weglaufen zu können. Sie hat ganz offensichtlich Angst. Der Arzt erzählt den Kommissaren, dass er der eingelieferten Frau leider nicht mehr habe helfen können. 
Als Lürsen und Stedefreund auf der Suche nach Svenja zur Wohnung der Meinfelds gehen, finden sie Sigrid und Bodo Meinfeld erschossen in ihrer Wohnung vor. Die Kinder sind nicht da. Svenja wurde nach ihrer Flucht aus der Klinik von Richard Brenner, dem Kneipenwirt, in sein Auto gezogen. Nach Einsicht in die Akten über Satanismus suchen Lürsen und Stedefreund Gudrun Wehling aus dem Video auf. Sie ist kaum ansprechbar, auf einer Zeitung zerkratzt sie ein Profil. Wie die Kommissare später herausfinden, ist es das des Kneipenwirts Brenner. Lürsen und Stedefreund ermitteln weiter, dass in 20 Verfahren, die mit Satanismus zu tun hatten, jedes einzelne von Oberstaatsanwalt Mertens niedergeschlagen wurde. Nachdem Harald Markwart im Fernsehen vom Verschwinden Svenjas und ihres sechsjährigen Bruders Björn erfahren hatte, ist es ihm gelungen, aus der Klinik zu flüchten und die Dienstwaffe des ihn bewachenden Polizisten mitzunehmen. Als Erstes schaltet Markwart Richard Brenner aus. Zeichnungen der Kinder bringen Lürsen darauf, dass Markwart wahrscheinlich in der Jepsen Villa ist. Die leerstehende Villa ist angemietet von der Anwaltskanzlei Lohmann und Partner, dem Anwalt, der auch für die Eltern von Svenja aufgetreten ist. In der Villa laufen die Mitglieder mit obskuren Masken herum und haben es auf die ängstlich in eine Ecke gedrückten Kinder abgesehen. Markwart streckt einen nach dem anderen mit seiner Waffe nieder. Dann setzt er sich zu Svenja und Björn in eine Zimmerecke und legt schützend seine Arme um die Kinder. Als Lürsen, Stedefreund und das SEK eintreffen und die Erschossenen demaskieren, finden sie den Oberstaatsanwalt Mertens, den Anwalt des Ordens, den Kinderarzt und auch den Arzt aus der Klinik, der angeblich nichts mehr für Karin Melzer tun konnte, sowie weitere „Honoritäten“. Als Harald Markwart, der sich widerspruchslos festnehmen lässt, abgeführt wird, stürzen die Kinder auf ihn zu und umarmen ihn, er war ihre einzige Zuflucht.

## Produktion

### Produktionsnotizen, Dreharbeiten
Die Dreharbeiten fanden vom 30. September bis zum 4. November 2003 in Bremen und der näheren Umgebung statt. Produktionssender war Radio Bremen (RB) in Koproduktion mit Degeto Film.

### Hintergrund
Der Film bezieht sich auf die Dokumentationen Höllenleben – Eine multiple Persönlichkeit auf Spurensuche (2001) und Höllenleben – Der Kampf der Opfer. Ritueller Missbrauch in Deutschland (2003), beide von Liz Wieskerstrauch.
Die Church of Satan (CoS) existiert tatsächlich, sie wurde am 30. April 1966 von Anton Szandor LaVey in San Francisco gegründet, ihr Hauptsitz befindet sich mittlerweile in New York City. Sie vertritt einen atheistischen Standpunkt, wonach es keinen allmächtigen, gütigen Schöpfer-Gott gibt. Die Figur Satans wird als Archetyp gedeutet. 
Im Film rezitiert Monica Bleibtreu aus Paul Celans Gedicht Nachtstrahl: „Ein schöner Kahn ist der Sarg, geschnitzt im Gehölz der Gefühle. Auch ich fuhr blutabwärts mit ihm, als ich jünger war als dein Aug. Nun bist du jung wie ein toter Vogel im Märzschnee, nun kommt er zu dir und singt sein französisches Lied. Ihr seid leicht, ihr schlaft meinen Frühling zu Ende. Ich bin leichter, ich singe vor Fremden.“ Das Gedicht ist enthalten in Paul Celan Werke Mohn und Gedächtnis.
In Abschaum gibt es 14 und damit die zweitmeisten Todesopfer in einem Tatort überhaupt. Die Gewaltdarstellung wie auch die hohe Zahl der Todesopfer sorgte für zahlreiche Diskussionen in Medien und Politik.

### Medien
Die Folge gibt es, gelesen von Sabine Postel, als Audio-CD, erschienen am 1. August 2009 bei Der Audioverlag.

## Rezeption

### Einschaltquote
Bei seiner Erstausstrahlung am 4. April 2004 erreichte der Film 7,96 Mio. Zuschauer, was einem Marktanteil von 22,60 % entspricht.

### Kritik
Der katholische Satanismus-Experte Matthias Neff, Referent für Sekten und Weltanschauungsfragen im Bistum Trier, lobte den Film im Hamburger Abendblatt als „spannend und gut recherchiert. Der gelungene Krimi zeige deutlich die Brisanz und die menschenverachtenden Hintergründe des Satanismus.“
TV Spielfilm urteilte: „Umstritten, aber ein Tatort-Highlight. […] Der Bremen-“Tatort” erhielt für die Behandlung des Themas viel Lob – nur das Ende schockte viele.“
Rainer Tittelbach (tittelbach.tv) meinte: „Manch ein Zuschauer wird “satanistischen Kindesmissbrauch” im “Tatort” nicht sehen wollen. Für den wird es wenig ändern, dass Thorsten Näters “Abschaum” ein hoch spannender Krimi mit sozialkritisch-aufklärerischem Habitus und ohne die geringste Spur von Voyeurismus geworden ist. Wer sich drauf einlässt - für den gibt es kein Entrinnen.“

## Auszeichnungen
Abschaum war für den 1. Deutschen Fernseh-Krimipreis 2005 nominiert. Monica Bleibtreu wurde für ihre Darstellung der Bibliothekarin Karin Melzer zudem als beste Nebendarstellerin beim Fernseh-Krimipreis 2005 ausgezeichnet.